# Kobylnica (gmina)
Kobylnica – gmina miejsko-wiejska w województwie pomorskim, w powiecie słupskim. W latach 1975–1998 gmina położona była w województwie słupskim. Siedziba gminy to Kobylnica.
W skład gminy wchodzi 26 sołectw: Bolesławice, Bzowo, Kobylnica, Komiłowo, Komorczyn, Kończewo, Kruszyna, Kuleszewo, Kwakowo, Lubuń, Lulemino, Łosino, Maszkowo, Płaszewo, Reblino, Runowo Sławieńskie, Sierakowo Słupskie, Słonowice, Słonowiczki, Sycewice, Ścięgnica, Widzino, Wrząca, Zagórki, Zębowo, Żelkówko.
Według danych z 31 grudnia 2023 gminę zamieszkiwały 14 374 osoby.

## Struktura powierzchni
Według danych z roku 2002 gmina Kobylnica ma obszar 244,95 km², w tym:
- użytki rolne: 60%
- użytki leśne: 30%

Gmina stanowi 10,63% powierzchni powiatu.

## Wójtowie
Leszek Kuliński (1998–2024)
Anna Gliniecka-Woś (od 2024)

## Demografia

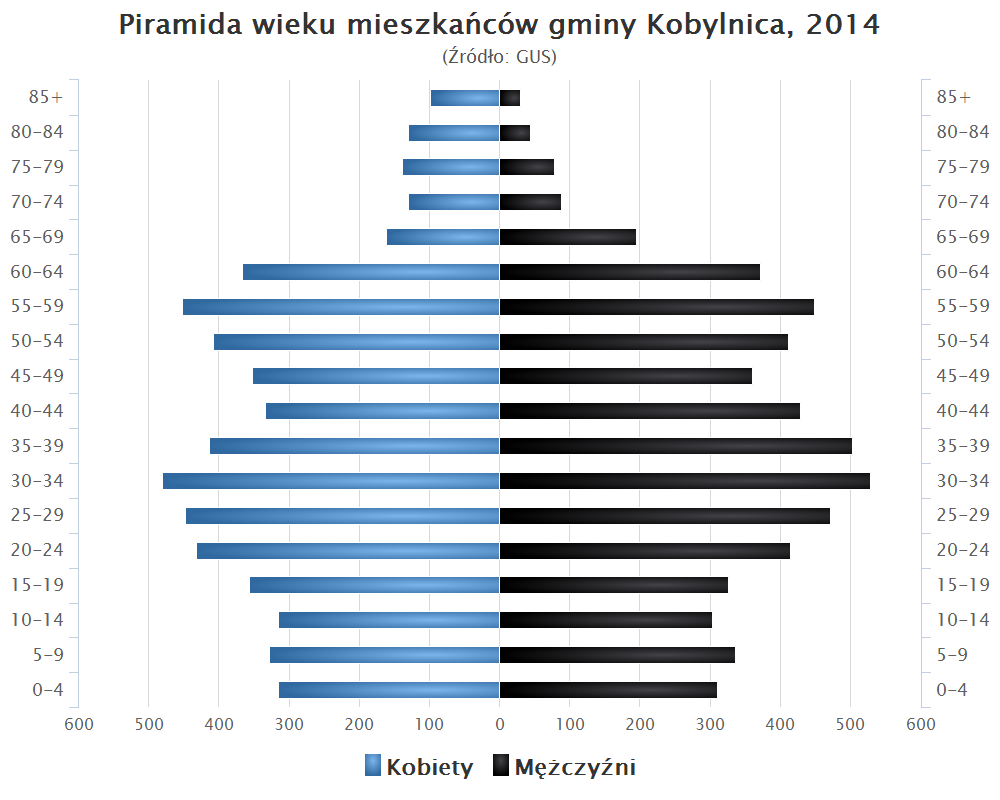
Piramida wieku mieszkańców gminy Kobylnica w 2014 roku

Dane z 30 czerwca 2004:
| Opis                              | Ogółem | Ogółem | Kobiety | Kobiety | Mężczyźni | Mężczyźni |
| --------------------------------- | ------ | ------ | ------- | ------- | --------- | --------- |
| jednostka                         | osób   | %      | osób    | %       | osób      | %         |
| populacja                         | 9513   | 100    | 4710    | 49,5    | 4803      | 50,5      |
| gęstość zaludnienia (mieszk./km²) | 38,8   | 38,8   | 19,2    | 19,2    | 19,6      | 19,6      |

## Ochrona przyrody
- Park Krajobrazowy Dolina Słupi

## Sąsiednie gminy
Dębnica Kaszubska, Kępice, Postomino, Redzikowo, Sławno, Słupsk, Trzebielino